# Ganso-bravo

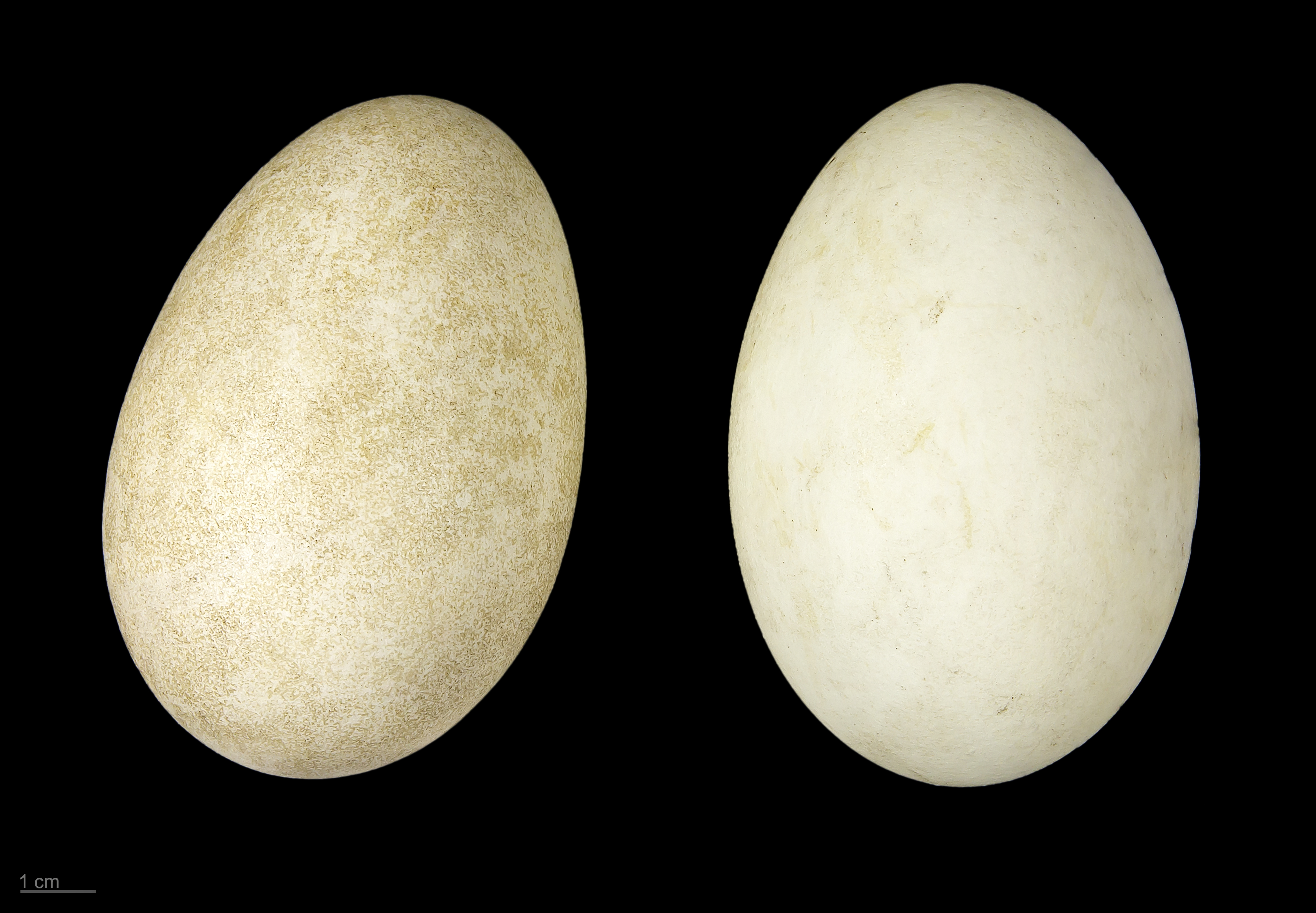
Anser anser - MHNT

O ganso-bravo ou ganso-comum-ocidental (Anser anser) é uma ave da família Anatidae caracterizada pelo aspeto de ganso de granja, com bico laranja, plumagem cinza pardo e patas rosas. A voz é muito forte. Põe 4 a 6 ovos em uma ninhada, de maio a junho. Se alimenta arrancando ervas e brotos do solo; às vezes, se alimenta de insetos; e escava procurando raízes. Está presente em quase toda a Europa, em zonas húmidas, por vezes pantanosas. Em muitos casos, os indivíduos introduzidos se naturalizam e se fazem residentes, perdendo seu caráter selvagem.

## Subespécies
- Anser anser anser
- Anser anser rubrirostris
- Anser anser domesticus

## Conservação
Esta espécie encontra-se listada no Livro Vermelho dos Vertebrados de Portugal com o estatuto de Quase Ameaçado.